# Людевит Гай

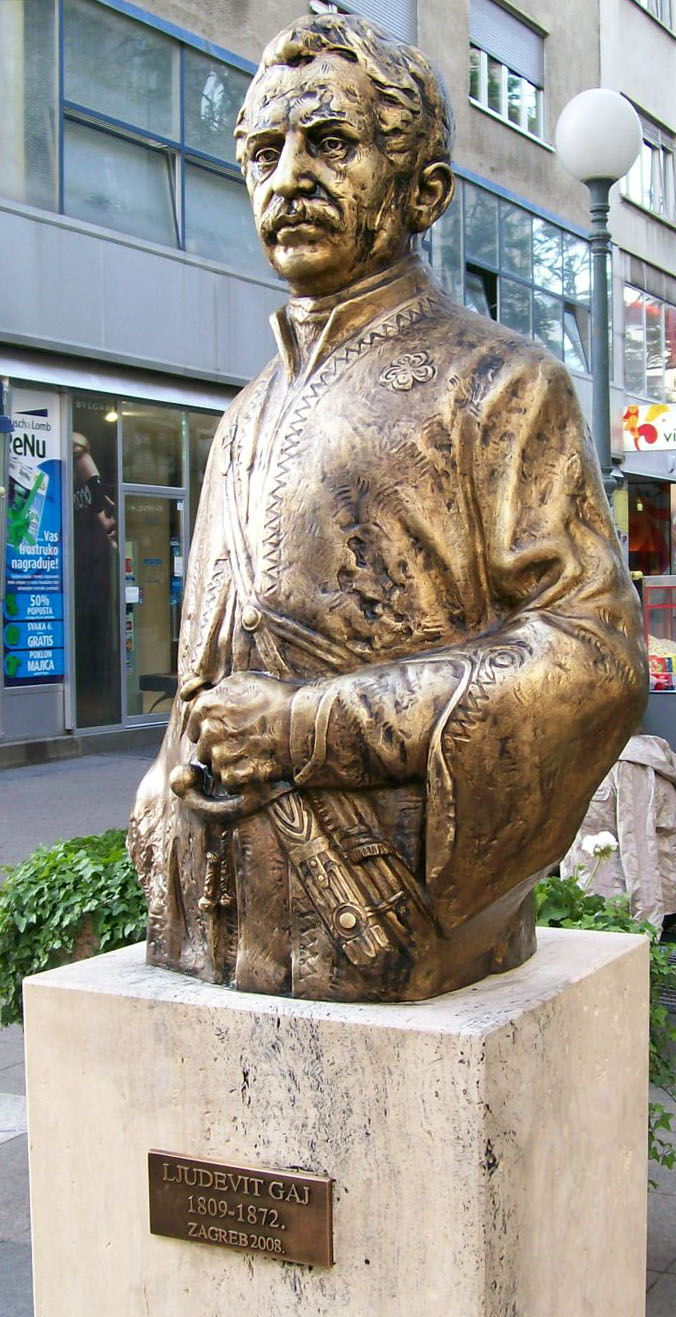
Пам'ятник Людевиту Гаю в Загребі

Людеви́т Гай (також Людевіт Гай хорв. Ljudevit Gaj вимовляється: ʎûdeʋit ɡâːj; 8 серпня 1809, Крапина — 20 квітня 1872, Загреб) — хорватський поет і мовознавець, просвітник і громадський діяч, один із засновників літератури ілліризму. Один із творців літературної хорватської мови.

## Життєпис

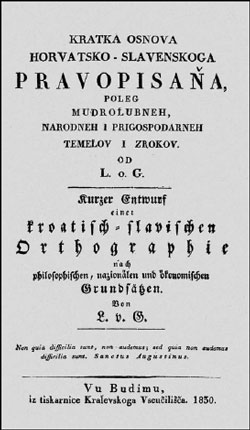
Обкладинка «Короткої основи… правописання» Гая

Народився у м. Крапина (тоді Австрійська імперія, нині Крапинсько-Загорська жупанія, Хорватія).
Людевит Гай став одним із творців літературної хорватської мови. У 1830 році написав і опублікував граматику хорватської мови — «Коротку основу хорватсько-славенського правописання» («Kratka osnova hrvatsko-slavenskoga pravopisanja, Budp., 1830»). До цього у Хорватії існувало сім різних правописів, із яких Гай вивів один, взявши за основу штокавський діалект, близький до сербської. Абетка єдиної хорватської мови стала базуватися на латиниці, з додатковими «чеськими» надрядковими знаками.
Діяльність Гая включала також створення журналу й першої хорватської газети «Новіне хорватске» (Novine horvatzke, 1835; з 1836 року — Ilirske narodne novine «Іллірійська народна газета») з літературним додатком «Даниця» (Danicza «Зоря», пізніше Danica ilirska «Зоря іллірійська»), в яких знайомив із літературою і фольклором слов'янських народів, зокрема українським.
Виступав із пропагандою ідей зближення та культурного єднання південних слов'ян і слов'янства в цілому. У 1840 і 1867 приїздив до Росії, де зблизився з московськими слов'янофілами.
Людевит Гай — автор патріотичних віршів німецькою, а з 1826 хорватською мовою («Ода із Загоріа», 1832), слів і музики пісні «Ще Хорватія не загинула» (1833, опубліковано 1835).
Наприкінці життя відійшов від активної громадської діяльності. Помер у м. Загреб (тоді Австро-Угорщина).

## Гай і Україна
Творчістю Людевита Гая цікавилися О. Бодянський, І. Срезневський, М. Шашкевич. У 1842 році в Одесі видано нарис М. Надєждіна «Рід княжевичів», у якому дано докладну характеристику культурницької діяльності Гая. Про його творчість писав також Іван Франко (стаття «Слов'янська взаємність в розумінні Яна Коллара і тепер», 1893), визначав тісні зв'язки Гая з представниками слов'янських культур, зокрема Е. Коритком, молодим фольклористом, вихідцем із Покуття, який збирав словенські народні пісні (стаття «Еміль Коритко, забутий слов'янський етнограф», 1908).

## Цікаві факти
- Програмний вірш Гая «Злагода та об'єднання хорватів» (Horvatov sloga i sjedinjenje) містить окремі рядки, що є прямими ремінісценціями до державного гімну Польщі та державного гімну України, а також перегук із віршем Маркіяна Шашкевича про рідну мову[7].
- Людевиту Гаю належала земельна ділянка, на якій у XIX столітті було засновано центральний загребський цвинтар Мірогой — нині одне з найгарніших кладовищ у Європі. Там похований і сам Гай.

## Приклад поезії
| |  |  |
| «Злагода та об'єднання хорватів» Людевита Гая в оригіналі хорватською і в перекладі українською Дмитра Павличка, ч.1 (ліворуч) і ч.2 (праворуч), джерело: Ідея світу. Мала антологія хорватської поезії. У перекладах Дмитра Павличка., К.: «Основи», 2008. — С. 28—31 |  |  |